# روش کاواک
کاواک روشی ریاضیاتی است که جیورجیو پاریسی و میگل آنگل ویراسورو در سال ۱۹۸۵ برای حل مدل‌های نظریه میدان متوسط در فیزیک آماری ارائه کردند. این روش در اندازه گیری ویژگی‌های حالت پایه در بسیاری از مواد چگال و همچنین مسئله بهینه‌سازی کاربرد دارد.